# Khilakku

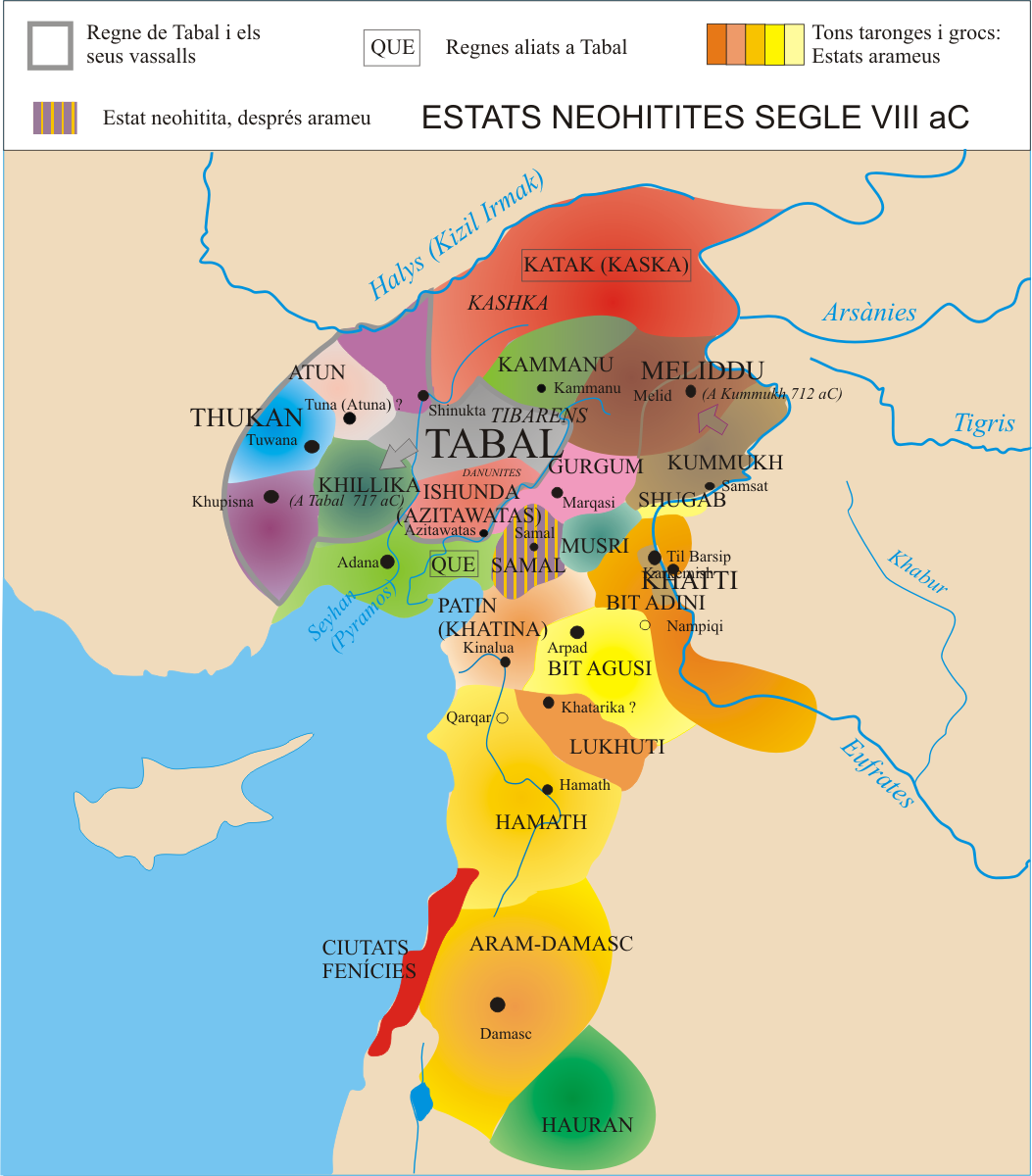
Regnes neohitites al segle VIII aC

Khilakku, Khilikki, Khilikka o Hilakku va ser un regne neohitita situat a les muntanyes del Taure. Del seu nom deriva el clàssic Cilícia.
El regne es va fundar després de l'enfonsament de l'Imperi Hitita el 1185 però la seva història és desconeguda fins que s'esmenta al segle ix aC, cap a l'any 859 aC quan Assíria va atacar Bit Adini on regnava Akhuni. Des de Bit Adini el rei Salmanassar III va passar al país de Gurgum (o Gamgum), al nord de Bit Adini, on regnava Matalla, que va pagar tribut; després va passar al regne de Samal (Sam'al) on regnava Khanu o Kha'anu, que era aliat de Sapulumi de Patin, d'Akhuni de Bit Adini i de Sangara de Khati o Karkemish; el rei Khanu va caure derrotat al naixement del riu Salvar, al peu de les Muntanyes de Nur. Després els assiris van travessar l'Orontes i van ocupar la fortalesa d'Alizir, que pertanyia a Sapulumi de Khattim (Khattina o Patin), que va fugir i va aconseguir atreure a una aliança contra assíria al rei de Kui o Kati (potser el regne de Que, el nom del rei no està indicat), és a dir la Cilicia Campestris, al rei Pikhiris de Khilikka (Cilícia), o sigui la part muntanyosa, i al rei Bur Anati (But Anat) de Yasbuk (un cap local arameu), però Salmanassar III va derrotar els reis aliats i en la batalla el príncep Bur Anati va caure presoner; 25000 soldats de la coalició van morir, i el territori de la costa del golf d'Issos (Alexandreta) incloses diverses ciutats (Jazaz, Nulia i Butanu) va ser devastat. Khilakku i Que es van convertir en tributaris dels assiris i haurien pagat durant més o menys un segle, però a mitjan segle següent ja eren independents.
Segurament va esdevenir altre cop tributari d'Assíria poc després del 740 aC però no s'esmenta. Cap a l'any 718 aC els assiris van tornar a conquerir el país, però segurament per dificultats d'administració, Sargon II (722-705 aC) el va cedir poc després al rei de Tabal, Amris o Ambari junt amb la mà de la seva pròpia filla, i a la inscripció que ho commemora s'afegeix que Khilikki sempre havia estat independent de Tabal. Però potser el 715 aC, el rei de Tabal va fer aliança amb Urzaha (Rusa I, anomenat Urza pels assris) d'Urartu, i amb Mita (Mides III) rei dels muskhi (Frígia). Urartu va ser derrotada el 713 aC i el 712 aC els assiris van sotmetre militarment Tabal. Amris o Ambari va ser fet presoner i portat a Assíria amb els seus parents i pertinences i els magnats del país, i uns 100 carros. Es van establir uns assiris (pro-assiris?) fidels al rei i un tinent governador amb autoritat sobre ells, i es va fixar el tribut.
A la mort de Sargon II el 705 els muskhi van donar suport a la revolta de Gurdi de Til-Garimmu, que podria ser el «kulummeu» embolicat en la mort de Sargon II davant l'intent de Sargon de suprimir les seves activitats (705 aC). Gurdi, (probablement un fill de Mides III o almenys un membre de la família reial) aliat als muskhi i a magnats de diversos llocs de Cilícia, hauria unificat parts de Tabal, Azitawadda, Kaska (potser Kaskar), Meliddu/Kammanu i Que sota la seva autoritat amb centre a Til-Garimmu mentre Assíria va conservar Meliddu (ciutat) i algunes altres fortaleses, i els països de Kummukh, Gurgum i Sam'al. Cap al 703 els assiris van recuperar Que i Khilakku. A Khilakku la dinastia de Tabal havia conservat el poder i va acceptar de bona gana el protectorat assiri. Això va durar fins al 696 aC quan Khilakku i Que es van perdre a causa d'una revolta dirigida per l'hazanu d'Illubra, una ciutat a Que, de nom Kirua; la revolta hauria abraçat Que, Khilliku i part de Tabal. Sennàquerib diu que les comunicacions amb Que estaven tallades pels rebels temporalment, però finalment va aconseguir acabar amb la revolta. El 695 aC els assiris van ocupar Til Garimmu, Tars i Ingirra (la grega Anquiale), i van destruir la capital.
Però a la mort de Sennàquerib el 681 aC Khilakku es va tornar a perdre-la junt a Meliddu, a causa dels atacs dels cimmeris, i els assiris van concentrar la seva estratègia a dominar la plana de Que, i (al nord) Meliddu, deixant la resta abandonada. El 679 aC Que estava sota el seu control. Els reis assiris Assarhaddon (680-669) i Assurbanipal (669-631 o 627 aC) van enviar tropes a la regió. El primer va enviar forces a Khilakku el 679 aC en persecució del rei de Sidó Abdu-Milkutti, que hi havia fugit en ser derrotat; era rei Sanduarri, esmentat com a rei de Kundu (Kuinda al golf d'Alexandreta o d'Issos) i Sizu, situada a les muntanyes al nord de Cilícia al que seria el país de Khilakku, era gairebé inabastable per un exèrcit degut a la protecció que oferien les muntanyes, que en menor mesure també protegien Kundu. Així sembla que en aquest temps Que i Khilikku ja estaven unides. Al pujar al tron Assurbanipal se sap que va enviar regals valuosos un rei de Khilikki anomenat Sandasharme, però no se sap quins territoris dominava. Segurament els assiris van conservar posicions a la plana, potser fins al final del regnat d'Assurbanipal; s'haurien retirat en aquest temps quan el perill cimmeri es va esvair en aquesta zona mentre s'incrementava l'aliança mede-escita-cimmeria a la frontera oriental. Les fonts manquen per aquest període.
Caiguda Nínive el 612 aC apareix a Cilícia un regne que unificava la muntanya i la plana (Que) amb capital a Tars (Tarzi) que s'hauria anat formant al segle vii aC. El títol que els grecs van donar als seus reis erasuuannassai o syennesis, i el nom del país va derivar en Cilícia. Els primers syennesis coneguts els esmenta Heròdot d'Halicarnàs al segle v aC que explica que el 585 aC el rei i un tal Labinetos de Babilònia (potser el futur rei Nabònides, llavors príncep) van fer un tractat amb Ciaxares de Mèdia. Sembla que el regne es mantenia independent i no era part ni de l'Imperi mede ni de l'Imperi Neobabilònic. El syennesis d'Heròdot va ser succeït per un tal Appuašu, que va aguantar una invasió dels babilonis sota Neriglissar (560-556 aC) cap als anys 557/556 aC; es sospita que la invasió va ser deguda a un acostament a Mèdia (tanmateix que Cilícia havia caigut en mans dels medes) però no se saben realment les causes.